# La Cumbre (Colombia)
La Cumbre è un comune della Colombia facente parte del dipartimento di Valle del Cauca.
L'abitato venne fondato a cavallo tra il XVI e il XVII secolo, in una zona da tempo abitata da popolazioni indigene.